# Perșotravenka, Mahdalînivka
Perșotravenka (în ucraineană Першотравенка) este o comună în raionul Mahdalînivka, regiunea Dnipropetrovsk, Ucraina, formată numai din satul de reședință.

## Demografie
Componența lingvistică a satului Perșotravenka
     Ucraineană (98,89%)
     Alte limbi (0,12%)
Conform recensământului din 2001, majoritatea populației satului Perșotravenka era vorbitoare de ucraineană (98,89%), existând în minoritate și vorbitori de alte limbi.